# Great Burstead and South Green
Great Burstead and South Green – civil parish w Anglii, w Esseksie, w dystrykcie Basildon. W 2011 civil parish liczyła 5968 mieszkańców.